# Calanthe gibbsiae
Calanthe gibbsiae är en orkidéart som beskrevs av Robert Allen Rolfe. Calanthe gibbsiae ingår i släktet Calanthe och familjen orkidéer. Inga underarter finns listade i Catalogue of Life.